# The Life and Times of Judge Roy Bean
The Life and Times of Judge Roy Bean is een Amerikaanse westernkomedie uit 1972 onder regie van John Huston.

## Verhaal
Roy Bean wordt bijna vermoord door de inwoners van het Texaanse stadje Vinegaroon. Later komt hij terug om zich te wreken, maar in de plaats daarvan benoemt hij zichzelf tot rechter. De stad bloeit op en ook Bean wordt een vermogend man.

## Rolverdeling
| Acteur             | Personage                  |
| ------------------ | -------------------------- |
| Paul Newman        | Rechter Joy Bean           |
| Roy Jenson         | Bandiet                    |
| Gary Combs         | Bandiet                    |
| Fred Brookfield    | Bandiet                    |
| Bennie E. Dobbins  | Bandiet                    |
| Richard Farnsworth | Bandiet                    |
| Leroy Johnson      | Bandiet                    |
| Fred Krone         | Bandiet                    |
| Terry Leonard      | Bandiet                    |
| Dean Smith         | Bandiet                    |
| Margo Epper        | Hoer                       |
| Jeannie Epper      | Hoer                       |
| Stephanie Epper    | Hoer                       |
| Victoria Principal | Maria Elena                |
| Barbara J. Longo   | Dikke dame                 |
| Anthony Perkins    | Dominee LaSalle            |
| Frank Soto         | Mexicaanse leider          |
| Ned Beatty         | Tector Crites              |
| Jim Burk           | Bart Jackson               |
| Matt Clark         | Nick                       |
| Bill McKinney      | Fermel Parlee              |
| Steve Kanaly       | Lucky Jim                  |
| Francesca Jarvis   | Vrouw van Bart Jackson     |
| Karen Carr         | Vrouw van Nick             |
| Lee Meza           | Vrouw van Fermel Parlee    |
| Dolores Clark      | Vrouw van Lucky Jim        |
| Tab Hunter         | Sam Dodd                   |
| Neil Summers       | Rufus Krile                |
| Jack Colvin        | Pooier                     |
| John Huston        | Grizzly Adams              |
| Bruno              | Beer                       |
| Howard Morton      | Fotograaf                  |
| Stacy Keach        | Bad Bob                    |
| Billy Pearson      | Stationschef               |
| Roddy McDowall     | Frank Gass                 |
| Stan Barrett       | Moordenaar                 |
| Dean Casper        | Receptionist               |
| Don Starr          | Theaterdirecteur           |
| Alfred G. Bosnos   | Theaterbediende            |
| Anthony Zerbe      | Oplichter                  |
| John Hudkins       | Man aan de artiesteningang |
| David Sharpe       | Arts                       |
| Jacqueline Bisset  | Rose Bean                  |
| Ava Gardner        | Lily Langtry               |

## Prijzen en nominaties
| Jaar | Prijs  | Categorie              | Genomineerde(n)                            | Uitslag     |
| ---- | ------ | ---------------------- | ------------------------------------------ | ----------- |
| 1972 | Oscars | Beste originele nummer | Maurice Jarre Alan Bergman Marilyn Bergman | Genomineerd |